# Mount's Bay

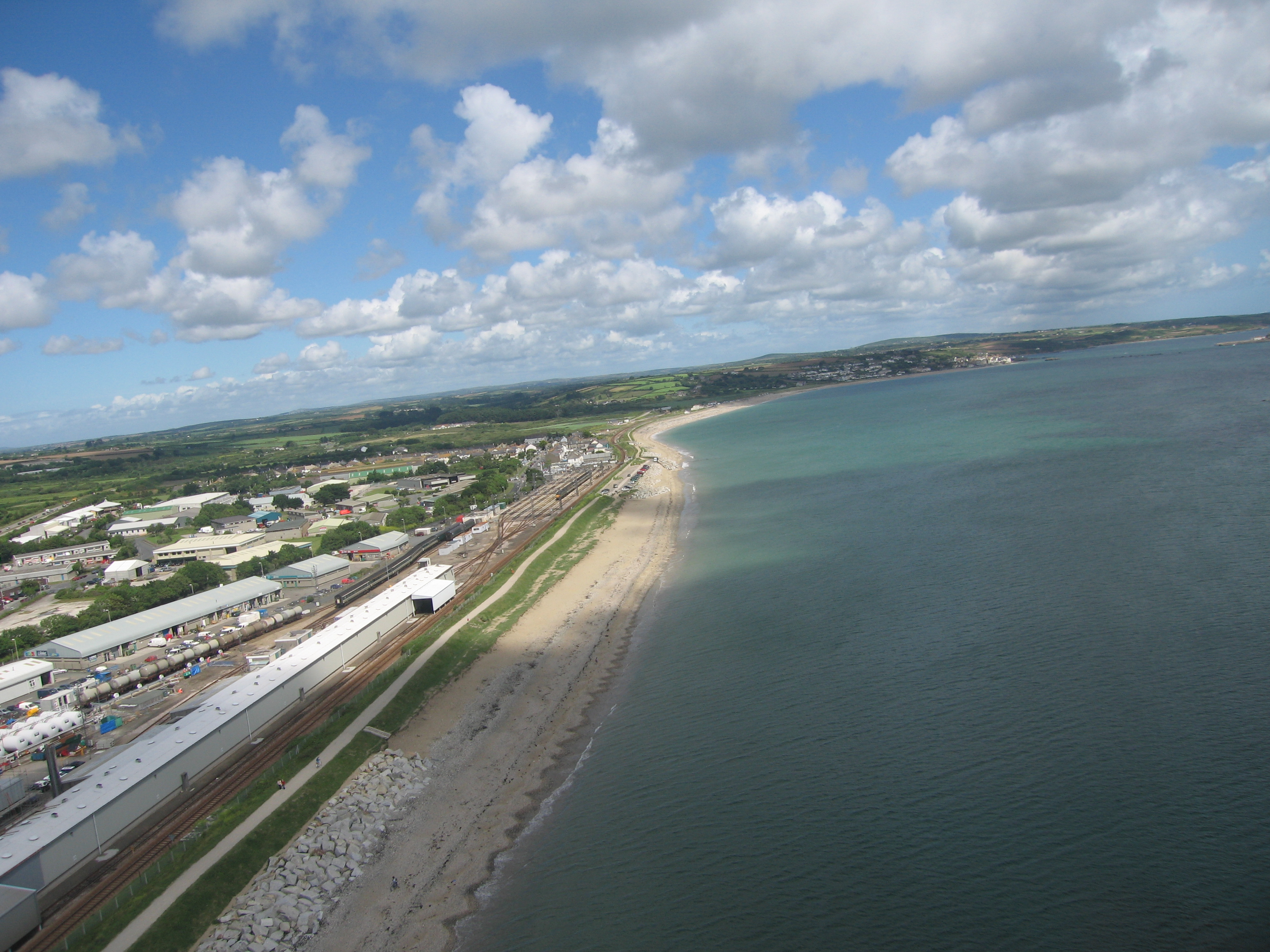
Vue aérienne de Mount's Bay.

Mount's Bay est une large baie de la côte sud-ouest des Cornouailles dans la Manche.
On y trouve l'île de St Michael's Mount.
En 1755, un tsunami de trois mètres y a été observé comme conséquence du tremblement de terre de Lisbonne.